# Lied van het Kuujärvimeer
Het Lied van het Kuujärvimeer (Laulu Kuujärvestä) is een compositie van de Fin Uuno Klami voor bariton en symfonieorkest. Het werd geschreven voor een wedstrijd van de Finse Cultuurraad, waar het de derde plaats haalde.
De ballade is een toonzetting van het gedicht met dezelfde titel uit 1942 van Yrjö Jylhä. Jylhä had tijdens de Winteroorlog als commandant meegevochten in de Slag bij Taipaleenjoki op 6 december 1939 en verwerkte zijn ervaringen in zijn bundel Kiirastuli (Vagevuur) van 1941. Dit lied verscheen echter later apart in de verzamelbundel Runoja (Gedichten). Klami had in die oorlog gediend bij de medische dienst. Als soldaat had Klami bovendien gevochten in een eerdere oorlog om dat gebied, de Aunus-expeditie van 1919.
De tekst gaat over moegestreden strijders aan de oevers van het meer Kuujärvi; het voelde door de schitterende omgeving voor iedereen als een “thuis”. Het meer draagt tegenwoordig de Russische naam Ozero Dolgoje.
De eerste uitvoering vond plaats op 27 februari 1957 door het Filharmonisch Orkest van Helsinki en Matti Lehtinen onder leiding van Tauno Hannikainen. 

## Orkestratie
- 2 fluiten, 2 hobo’s, 2 klarinetten, 2 fagotten;
- 4 hoorns, 2 trompetten, 3 trombones, 1 tuba;
- pauken, slagwerk (1 speler), harp, celesta;
- violen, altviolen, celli, contrabassen.

## Discografie
- Uitgave BIS Records: Lahti Symfonie Orkest o.l.v. Osmo Vänskä; bariton Esa Ruuttunen.